# 26478 Cristianrosu
26478 Cristianrosu este un asteroid din centura principală de asteroizi.

## Descriere
26478 Cristianrosu este un asteroid din centura principală de asteroizi. A fost descoperit pe 8 ianuarie 2000 la Socorro, New Mexico, în cadrul proiectului LINEAR. Asteroidul prezintă o orbită caracterizată de o semiaxă mare de 2,77 ua, o excentricitate de 0,08 și o înclinație de 8,5° în raport cu ecliptica.